# Wyethia
Wyethia é um género botânico pertencente à família Asteraceae.